# Křížová cesta (Slavkov u Brna)
Křížová cesta ve Slavkově u Brna v okrese Vyškov se nachází v severní části města na vrchu Urban.

## Historie
Křížová cesta má čtrnáct zastavení v podobě kamenných sloupků ve tvaru Božích muk. 27. března 2012 bylo instalováno všech čtrnáct zastavení kamenickou firmou Jiřího Zimovčáka, obrazy byly dočasně nahrazeny malbami dětí na papíře. Na Květnou neděli téhož roku se konala po nové cestě pouť. 18. května 2015 byly do výklenků umístěny obrazy čtrnácti zastavení od výtvarníka Milivoje Husáka.
Cesta vede na kopec ke kapli Svatého Urbana. První kaple podle návrhu Domenica Martinelliho zde byla postavena už v roce 1712.